# José María González-Sinde
José María González-Sinde (Burgos; 12 d'octubre de 1941 - Pozuelo de Alarcón; 21 de desembre de 1992) va ser un productor, director i guionista de cinema espanyol.

## Biografia
Comença la seva relació amb el món de l'espectacle a través de la música, treballant en companyies discogràfiques com Hispavox en la dècada de 1960. Després de cursar estudis a l'Escola Oficial de Cinematografia, comença a dedicar-se al setè art, produint la pel·lícula El love feroz o Cuando los hijos juegan al amor, de José Luis García Sánchez. El 1966 va ser detingut per associació il·lícita sent condemnat pel Tribunal d'Ordre Públic a uns mesos d'arrest.
Posteriorment va destacar escrivint guions per a José Luis Garci, com Asignatura pendiente, Solos en la madrugada i Las verdes praderas.
Com a productor, la seva participació al cinema aconsegueix mig centenar de títols, a més de sèries de televisió, com Plinio i com a director es va posar darrere de la càmera en Viva la clase media.
En la dècada de 1980 va fundar l'Acadèmia de les Arts i les Ciències Cinematogràfiques d'Espanya sent el seu primer president de 1986 a 1988 i va dirigir Telemadrid entre 1990 i 1991.
Va ser pare de la cineasta i antiga Ministra de Cultura espanyola Ángeles González-Sinde. El seu fill David, va morir en un accident de trànsit al maig de 2011 als 37 anys d'edat.